# Одеська міська територіальна громада
Одеська міська громада — територіальна громада України, в Одеському районі Одеської області з адміністративним центром у місті Одеса.

## Загальна інформація
Площа території — 164,9 км², населення громади — 1 017 699 осіб (2020 р.).

## Населені пункти
До складу громади увійшло м. Одеса.

## Історія
Утворена 17 липня 2020 року відповідно до Постанови Верховної Ради на базі визначення громад Розпорядженням Кабінету Міністрів України № 720-р від 12 червня 2020 року «Про визначення адміністративних центрів та затвердження територій територіальних громад Одеської області» у складі Одеської міської ради.

## Адміністративний устрій
Територія громади поділяється на райони міста:
- Київський район
- Хаджибейський район
- Приморський район
- Пересипський район